# Serienummer
Ett serienummer är ett unikt sekventiellt nummer som används för identifiering, vanligen avseende produkter. Numren kan vara rena löpnummer men innehåller ofta även produktionsvecka. Kan ibland även innehålla bokstäver.
Det finns flera syften med serienumren. Bl.a.:
- Vid garantianspråk för att verifiera garantin är giltig.
- Vid reparationer för att veta exakt vilken reservdel som gäller.
- Vid uthyrning av produkter.
- Vid utredning av stöldgods.
- När en leverantör upptäckt möjliga felaktigheter och erbjuder reparation innan felet uppstår.

När det gäller fordon var det tidigare vanligt att tala om chassinummer vilka är rena synonymer. 1981 infördes en standard för Vehicle Identification Number VIN-kod i USA och den koden är numera standard över hela världen.
Inom matematiken kan serienummer ibland lite oegentligt användas för ett värde inom en matematisk serie.